# São Cristóvão
São Cristóvão è un comune del Brasile nello Stato del Sergipe, parte della mesoregione del Leste Sergipano e della microregione di Aracaju.

## Architettura
La piazza centrale dedicata a San Francesco è stata inserita tra i monumenti patrimonio dell'umanità dell'Unesco assieme al centro storico della città.
Il complesso francescano costituisce un tipico esempio dell'architettura sviluppata dall'ordine nella zona nord orientale del Brasile.